# Daboecia
Daboecia is een geslacht van struikachtige planten uit de heidefamilie (Ericaceae). Het is nauw verwant aan het geslacht Erica.
Een verschil is dat de bladeren niet zoals in Erica in kransen staan, maar tegenoverstaand.
De botanische naam Daboecia is afgeleid van de Ierse heilige St. Dabeoc, maar met de twee klinkers verwisseld.

## Taxonomie
Het geslacht kent twee soorten:
- Daboecia azorica, Azoren.
- Daboecia cantabrica, West-Ierland (graafschappen Galway en Mayo), West-Frankrijk, Noord-Spanje en Noordwest-Portugal.

Sommige botanici beschouwen het geslacht als bestaande uit een enkele soort en zien Daboecia azorica als ondersoort van Daboecia cantabrica.

## Tuin
Daboecia-soorten zijn populaire tuinplanten. Er er zijn verschillende cultivars in omloop. Daboecia ×scotica is een hybride.
... · 
Acrothamnus · 
Acrotriche · 
Agapetes · 
Agarista · 
Andersonia · 
Andromeda · 
Arbutus · 
Arctostaphylos · 
Calluna · 
Cassiope · 
Chimaphila · 
Daboecia · 
Dracophyllum · 
Empetrum · 
Enkianthus · 
Erica (Dophei) · 
Kalmia · 
Leptecophylla · 
Moneses · 
Monotropa · 
Orthilia · 
(Oxycoccus (Veenbes)) · 
Pieris · 
Pyrola (Wintergroen) · 
Rhododendron (Rododendron) · 
Vaccinium (Bosbes) . 
Woollsia . 
...